# Melisa Gretter
Melisa Paola Gretter (Santa Fe, 24 gennaio 1993) è una cestista argentina.

## Carriera
Con l'Argentina ha disputato i Campionati mondiali del 2018 e cinque edizioni dei Campionati americani (2011, 2013, 2015, 2017, 2021).